# Vorläufiges Gesetz und Zweites Gesetz zur Gleichschaltung der Länder mit dem Reich
Das Vorläufige Gesetz zur Gleichschaltung der Länder mit dem Reich vom 31. März 1933 (RGBl. I S. 153) war das erste Reichsgesetz zur „Gleichschaltung“ der Länder des Deutschen Reichs. Erlassen wurde es von der deutschen Reichsregierung unter Adolf Hitler (NSDAP). Es übertrug die Machtverhältnisse im Reich auf die Länder und Kommunen: Die Landesparlamente erhielten eine neue Zusammensetzung nach dem Ergebnis der Reichstagswahl vom 5. März in ihrem Landesgebiet, so dass Nationalsozialisten und Deutschnationale gegenüber den rechtmäßigen, älteren Landtagswahlergebnissen erheblich gestärkt wurden. Das Gleiche geschah in den kommunalen Selbstverwaltungskörperschaften. Außerdem erhielten die Landesregierungen, wie die Reichsregierung durch ein entsprechendes Ermächtigungsgesetz, das Recht, Gesetze ohne Mitwirkung der Parlamente zu beschließen.
Ein zweites Gesetz folgte bereits am 7. April 1933. Durch dieses Gesetz wurden die Reichsstatthalter eingeführt: Ein solcher konnte in seinem Land die Landesregierung ernennen und entlassen und durfte das Landesparlament auflösen. Im Freistaat Preußen setzte Adolf Hitler Hermann Göring ein.

## Vorgeschichte
Bis 1918 besaßen die deutschen Kommunen eine weitgehende Autonomie, vergleichbar wie in der Schweiz oder in französischen Gemeinden noch heute. In Deutschland erfolgte ein erster folgenschwerer Eingriff in die Selbstbestimmung der Länder und Gemeinden im Zuge der Erzbergerschen Reform. Am 12. August 1919 informierte Reichsminister der Finanzen Matthias Erzberger die Delegierten der Nationalversammlung über die neuen Strukturen folgendermaßen:

„Ich bin mir klar darüber und will auch Klarheit schaffen: Die Durchführung der reichseigenen Steuerorganisation wird den größten Schritt zum Aufbau des deutschen nationalen Einheitsstaates darstellen.“

Mit dem Landessteuergesetz vom 30. März 1920, der erstmaligen Aufnahme einer besonderen Finanzausgleichsgesetzgebung, verloren die Länder und Gemeinden ihre finanzielle Unabhängigkeit. Die meisten politischen Parteien strebten weiterhin einen Einheitsstaat an, manche wie die Kommunisten und Nationalsozialisten in autoritärer Form. In der Rechten bis weit in der Mitte war der Gedanke stark, dem Reichspräsidenten mehr Macht zu geben.
Der Bund zur Erneuerung des Reiches stellte im Jahr 1928 in einer Denkschrift die Reichsland-Lösung vor: Während nur die süddeutschen Länder eigenständig blieben, sollte Norddeutschland ein vom Reich verwaltetes Reichsland werden. Diese Organisation, in welcher Mitglieder von Banken und Industrie, der Landwirtschaft, verschiedener Parteien, der Wissenschaft und der Arbeiterbewegung vertreten waren, wirkte auf eine autoritäre Präsidialregierung hin.
Der Auftakt zur Ausschaltung des Föderalismus erfolgte am 20. Juli 1932 durch den sogenannten Preußenschlag, durch den der Reichskanzler Franz von Papen als Reichskommissar die Regierungsgewalt im Freistaat Preußen übernahm und das Land de facto bereits mit dem Reich gleichgestellt wurde. Anschließend entließen Mitglieder der Regierung Papen einen großen Anteil der Beamten in Preußen, die politisch links vom Zentrum standen. Der Staatsstreich der Reichsregierung gegen einen Gliedstaat ist deshalb umso gravierender gewesen, weil Preußen das größte Land der Weimarer Republik war und zwei Drittel des Reichsterritoriums sowie drei Fünftel der Reichsbevölkerung umfasste. Die Entwicklung blieb nicht ohne Wirkung auf kleinere Länder.
Die Abstraktion Gleichschaltung wurde in diesem Zusammenhang bereits von verschiedenen Seiten sinnverwandt Verreichlichung, Zentralisierung, Unitarisierung usw. genannt. Der Begriff erfuhr im Folgenden eine Ausweitung und wurde in die nationalsozialistische Terminologie übernommen. Er fand in der Zeit des Nationalsozialismus Anwendung auf verschiedene Maßnahmen und Schritte, mit denen beispielsweise Institutionen oder Organisationen in das neue Herrschaftsprinzip „eingepasst“ wurden oder sich im frühen NS-Staat teilweise auch gleich selbst „gleichschalteten“.

## Gesetzliche Umsetzung
Nachdem der Reichstag am 23. März mit der erforderlichen Zweidrittelmehrheit das Ermächtigungsgesetz vom 24. März 1933 beschlossen hatte, konnte im Zuge der Machtergreifung der NSDAP die Regierung Hitler am 31. März 1933 das „Vorläufige Gesetz zur Gleichschaltung der Länder mit dem Reich“ beschließen. Damit wurden die Landtage aufgelöst und auf Basis der Stimmenzahl der Reichstagswahl vom 5. März 1933 im jeweiligen Land neu gebildet. Die Landesregierungen wurden ermächtigt, zur Neuordnung der Verwaltung, einschließlich der gemeindlichen Verwaltung, und zur Neuregelung der Zuständigkeiten Landesgesetze zu beschließen, die von den Landesverfassungen abweichen können. Neben den Landtagen wurden auch Bürgerschaften, Kreistage und Gemeinderäte aufgelöst und alle Selbstverwaltungskörperschaften mussten ebenfalls nach den Stimmverhältnissen der Reichstagswahl vom 5. März neu zusammengesetzt werden. Dadurch konnten in den Kommunen Tausende NSDAP-Mitglieder auf freigewordene Posten nachrücken.
Mit dem am 7. April 1933 von der Reichsregierung beschlossenen Zweiten Gesetz zur Gleichschaltung der Länder mit dem Reich erfolgte die Etablierung der Reichsstatthalter. Diese erhielten u. a. die Befugnis, Vorsitzende der Landesregierung zu ernennen oder zu entlassen sowie frühestens nach Ablauf der am 5. März begonnenen vierjährigen Legislaturperiode die Landtage bzw. Bürgerschaften aufzulösen und Neuwahlen anzuordnen, eine Bestimmung, die im Januar 1934 mit der Abschaffung aller Länderparlamente durch das Gesetz über den Neuaufbau des Reichs hinfällig werden sollte. Durch das Zweite Gesetz zur Gleichschaltung der Länder mit dem Reich war die Stelle Papens als Reichskommissar in Preußen entfallen, weil Hitler im Paragrafen 5 des Gesetzes die Rechte des Reichsstatthalters in Preußen sich selbst als Reichskanzler vorbehalten hatte. Er übertrug diese Rechte umgehend auf Hermann Göring, den er am 10. April 1933 zum preußischen Ministerpräsidenten und Innenminister ernannte. Im Dezember 1933 folgte in Preußen ein einheitliches Gemeindeverfassungsgesetz, das alle bisher gültigen Städteordnungen und Landgemeindeordnungen aufhob.
Am 30. Januar 1934 verabschiedete der nationalsozialistische Reichstag das Gesetz über den Neuaufbau des Reichs. Die Landesparlamente wurden aufgehoben, aus den Landesverwaltungen wurden Verwaltungsstellen des Reiches. Das Gesetz übertrug alle Hoheitsrechte der Länder auf die Reichsregierung und machte sie zum Landesverfassungsgeber. Der Reichsrat, die verfassungsgemäße Vertretung der Gliedstaaten, wurde mit Gesetz vom 14. Februar 1934 aufgehoben. Mit diesen beiden weiteren Gesetzen war schließlich der bundesstaatliche Aufbau des Reichs beseitigt. Ende 1934 begann mit der Zusammenlegung der Ministerien Preußens und des Reichs die Verwandlung Deutschlands in einen zentralistischen Einheitsstaat.